# Sphex opacus
Sphex opacus är en biart som beskrevs av Anders Gustav Dahlbom 1845. Sphex opacus ingår i släktet Sphex och familjen grävsteklar. Inga underarter finns listade i Catalogue of Life.